# BARSAV
BARSAV es un sistema de cable de comunicaciones submarino de fibra óptica que une Barcelona (España) con Savona (Italia). Tiene aproximadamente 760 km de largo y fue construido en 1996. Es propiedad de Telefónica y Telecom Italia. El cable fue tendido por Alcatel Submarine Networks. El cable consta de dos segmentos. El primer segmento de Barcelona (Cabrera de Mar) tiene 260 km de largo, el segundo segmento tiene 500 km de largo y termina en Savona.